# Viviane Spanoghe
Viviane Spanoghe (* 1960 in Kortrijk) ist eine belgische Cellistin und Hochschullehrerin (Professorin für Cello und Kammermusik am Königlichen Konservatorium Brüssel).

## Leben
Spanoghes professionelle Laufbahn begann im Jahr 1975, als sie Preisträgerin des Wettbewerbs Pro Civitate (später Axion Classics genannt) wurde. Sie studierte dann in Kortrijk und am Konservatorium von Gent bei André Messens und setzte ihre Ausbildung bei Maria Kliegel an der Folkwang-Musikschule und bis 1979 bei János Starker an der Indiana University Bloomington fort. 1980 gewann sie den Tenuto-Wettbewerb des belgischen Rundfunks, danach trat sie als Solistin unter Dirigenten wie z. B. Lawrence Foster, János Fürst, Leopold Hager und Marco Guidarini auf. 1999 war sie Gast des Internationalen Cello-Festivals von Kronberg.
Seit Anfang der 1980er Jahre arbeitet Spanoghe als Duo mit dem Pianisten André De Groote. Mit diesem und dem Geiger Alexei Moshkov bildet sie das Aleko Trio; außerdem arbeitete sie als Kammermusikerin u. a. mit Augustin Dumay, Jean-Pierre Wallez und Tatiana Samouil. Neben der klassischen Celloliteratur gehören zu ihrem Repertoire auch teils ihr gewidmete Werke zeitgenössischer Komponisten wie August Verbesselt, Franklin und Jean Gyselynck, Peter Swinnen, Jan van Landeghem, Marc Matthys, Frédéric van Rossum und Annelies van Parys, von denen sie einige uraufführte und auf CD einspielte. Gemeinsam mit ihrer Schwester, der Geigerin Jenny Spanoghe, und dem Pianisten Marc Mattys interpretierte sie im Trio Cucamonga Titel von Frank Zappa (in Arrangements von Luc Brewaeys; CD 1990).
Für ihre Verdienste um die Verbreitung der belgischen Musik auch im Ausland wurde sie 2005 mit dem Gebroeders-Darche-Preis ausgezeichnet. Zu ihren Schülern zäht u. a. Anait Karpowa.